# محمد آلادپوش
محمد آلادپوش (زادهٔ ۱۳۳۶، تهران) مدیر فیلم‌برداری ایرانی است.

## زندگی
آلادپوش در رشتهٔ سینما (فیلم‌برداری) از دانشگاه هنر فارغ‌التحصیل شده و کار فیلمبرداری را در سال ۱۳۶۳ با فیلم کوتاه زنگ درس، زنگ تفریح با همکاری فیروز ملک‌زاده آغاز کرده‌است. وی بارها نامزد دریافت جوایز فیلم‌برداری از جشنواره‌های داخلی بوده‌است و تاکنون دو بار سیمرغ بلورین بهترین فیلم‌برداری را از جشنواره فیلم فجر برای فیلم‌های سرزمین خورشید (۱۳۷۵) و ایستگاه متروک (۱۳۸۰) دریافت کرده‌است. فیلم‌برداری او در فیلم سرزمین خورشید جایزهٔ جشن بزرگ سینمای ایران را نیز در سال ۱۳۷۶ برای او به ارمغان آورده‌است.
آلادپوش همسر نازنین مفخم (تدوین‌گر) سینمای ایران است.

## فیلم‌شناسی
| سال  | نام فیلم               | کارگردان           |
| ---- | ---------------------- | ------------------ |
| ۱۴۰۳ | ترک عمیق               | آرمان زرین‌کوب      |
| ۱۳۹۵ | سوفی و دیوانه          | مهدی کرم‌پور        |
| ۱۳۹۵ | سمفونی تولد            | محمد پرویزی        |
| ۱۳۹۳ | حکایت عاشقی            | احمد رمضان‌زاده     |
| ۱۳۹۲ | پاپ                    | احسان عبدی‌پور      |
| ۱۳۹۲ | میهمان داریم           | محمدمهدی عسگرپور   |
| ۱۳۹۱ | حوض نقاشی              | مازیار میری        |
| ۱۳۹۰ | یک عاشقانه ساده        | سامان مقدم         |
| ۱۳۸۹ | آقا یوسف               | علی رفیعی          |
| ۱۳۸۹ | سعادت آباد             | مازیار میری        |
| ۱۳۸۷ | پوسته                  | مصطفی آل‌احمد       |
| ۱۳۸۷ | کیمیا و خاک            | عباس رافعی         |
| ۱۳۸۷ | یک وجب از آسمان        | علی وزیریان        |
| ۱۳۸۶ | به همین سادگی          | رضا میرکریمی       |
| ۱۳۸۵ | دست‌های خالی            | ابوالقاسم طالبی    |
| ۱۳۸۵ | قصه عشق                | بیژن بیرنگ         |
| ۱۳۸۴ | خانه روشن              | وحید موسائیان      |
| ۱۳۸۴ | ستاره‌ها ۱: ستاره می‌شود | فریدون جیرانی      |
| ۱۳۸۴ | ستاره‌ها ۲: ستاره است   | فریدون جیرانی      |
| ۱۳۸۴ | ستاره‌ها ۳: ستاره بود   | فریدون جیرانی      |
| ۱۳۸۴ | شاعر زباله‌ها           | محمد احمدی         |
| ۱۳۸۱ | دیوانه‌ای از قفس پرید   | احمدرضا معتمدی     |
| ۱۳۸۱ | صورتی                  | فریدون جیرانی      |
| ۱۳۸۱ | عشق فیلم               | ابراهیم وحیدزاده   |
| ۱۳۸۱ | گاوخونی                | بهروز افخمی        |
| ۱۳۸۰ | عزیزم من کوک نیستم     | محمدرضا هنرمند     |
| ۱۳۸۰ | ایستگاه متروک          | علیرضا رئیسیان     |
| ۱۳۸۰ | شام آخر                | فریدون جیرانی      |
| ۱۳۷۸ | مومیایی ۳              | محمدرضا هنرمند     |
| ۱۳۷۷ | ایران سرای من است      | پرویز کیمیاوی      |
| ۱۳۷۷ | زشت و زیبا             | احمدرضا معتمدی     |
| ۱۳۷۷ | شیدا                   | کمال تبریزی        |
| ۱۳۷۵ | سرزمین خورشید          | احمدرضا درویش      |
| ۱۳۷۳ | درد مشترک              | یاسمین ملک‌نصر      |
| ۱۳۷۳ | کوسه‌ها                 | حمیدرضا آشتیانی‌پور |
| ۱۳۷۰ | شهر در دست بچه‌ها       | اسماعیل براری      |
| ۱۳۷۰ | مرغ و همسایه           | عباس احمدی مطلق    |
| ۱۳۶۹ | سایه خیال              | حسین دلیر          |
| ۱۳۶۷ | کارآگاه ۲              | بهروز غریب‌پور      |
| ۱۳۶۵ | گزارش یک قتل           | محمدعلی نجفی       |
| ۱۳۶۴ | کلید                   | ابراهیم فروزش      |

## جوایز
- کاندیدای سیمرغ بلورین بهترین فیلم‌برداری از سی و پنجمین جشنواره فیلم فجر برای فیلم "سوفی و دیوانه" - ۱۳۹۵
- برنده سیمرغ بلورین بهترین فیلم‌برداری از بیستمین جشنواره فیلم فجر برای فیلم "ایستگاه متروک" - ۱۳۸۰
- برنده تندیس زرین بهترین فیلم‌برداری از اولین دوره جشن خانه سینما برای فیلم "سرزمین خورشید" - ۱۳۷۶
- برنده سیمرغ بلورین بهترین فیلم‌برداری از پانزدهمین جشنواره فیلم فجر برای فیلم "سرزمین خورشید" - ۱۳۷۵
- برنده لوح زرین بهترین فیلم‌برداری از پنجمین جشنواره فیلم فجر برای فیلم "گزارش یک قتل" - ۱۳۶۵
- کاندیدای سیمرغ بلورین بهترین فیلم‌برداری از جشنواره بیست و چهارم فیلم فجر برای فیلم "ستاره‌ها - جلد ۱: ستاره می‌شود - ۱۳۸۴
- کاندیدای سیمرغ بلورین بهترین فیلم‌برداری از جشنواره بیست و دوم فیلم فجر برای فیلم "گاوخونی" - ۱۳۸۲
- کاندیدای تندیس زرین بهترین فیلم‌برداری از هشتمین دوره جشن خانه سینما برای فیلم "گاوخونی" - ۱۳۸۳
- کاندیدای تندیس زرین بهترین فیلم‌برداری از ششمین دوره جشن خانه سینما برای فیلم "ایستگا متروک" - ۱۳۸۱
- کاندیدای تندیس زرین بهترین فیلم‌برداری از ششمین دوره جشن خانه سینما برای فیلم "شام آخر" - ۱۳۸۱
- کاندیدای تندیس زرین بهترین فیلم‌برداری از چهارمین دوره جشن خانه سینما برای فیلم "مومیایی ۳" - ۱۳۷۹
- برنده تندیس زرین بهترین فیلم‌برداری از سومین دوره جشن خانه سینما برای فیلم "زشت و زیبا" - ۱۳۷۸
- کاندیدای سیمرغ بلورین بهترین فیلم‌برداری از هجدهمین جشنواره فیلم فجر برای فیلم "مومیایی ۳" - ۱۳۷۸